# قائمة الأفلام الكويتية في الترشيحات الأولية لجائزة الأوسكار لأفضل فلم أجنبي
الكويت هي واحدة من مائة دولة قدمت أفلاماً لجائزة الأوسكار لأفضل فيلم بلغة أجنبية. تُمنح جائزة الأفلام الناطقة باللغة الأجنبية سنوياً من قبل أكاديمية الولايات المتحدة لفنون وعلوم الصور المتحركة إلى فيلم طويل تم إنتاجه خارج الولايات المتحدة ويحتوي بشكل أساسي على حوار غير إنجليزي. قدمت الكويت فيلمان إلى جوائز الأوسكار، آخرهما عام 1978، وكلاهما من الأعمال الدرامية للمخرج خالد الصديق. ولم يحصل أي منهما على ترشيح لجائزة الأوسكار.

## الأفلام المقترحة
منذ عام 1956، دعت أكاديمية فنون وعلوم الصور المتحركة صُنّاع الأفلام في مختلف البلدان لتقديم أفضل فيلم لديهم لجائزة الأوسكار لأفضل فيلم بلغة أجنبية. تشرف لجنة جائزة الأفلام باللغة الأجنبية على العملية وتراجع جميع الأفلام المقدمة. بعد ذلك، يصوتون بالاقتراع السري لتحديد خمسة مرشحين للجائزة. فيما يلي قائمة بالأفلام التي قدمتها الكويت لتراجعها أكاديمية الجائزة حسب السنة وحفل توزيع جوائز الأوسكار المعني.
| السنة (حفل التوزيع)           | العنوان الأصلي | عنوان الفيلم في الترشيح | المخرج      | النتيجة  |
| ----------------------------- | -------------- | ----------------------- | ----------- | -------- |
| 1972 (الحفل الخامس والأربعون) | بس يابحر       | The Cruel Sea           | خالد الصديق | لم يترشح |
| 1978 (الحفل الحادي والخمسون)  | عرس الزين      | The Wedding of Zein     | خالد الصديق | لم يترشح |

بس يابحر هو أول فيلم روائي طويل يتم إنتاجه في إحدى دول مجلس التعاون الخليجي وأصبحت الكويت أول دولة خليجية تقدم فيلماً لجوائز الأوسكار في عام 1972. وقد عُرض فيلم بس يابحر في مهرجان البندقية السينمائي وتدور أحداث الفيلم حول شاب من عائلة فقيرة تعمل في مجال الغوص على اللؤلؤ، ويحب شابة من عائلة تجارية مخطوبة لرجل مسن. وبعد ست سنوات، قدمت الكويت فيلم عرس الزين، الذي يدور حول أحمق قروي يصبح موضع عاطفة فتاة محلية جميلة. منذ عام 1978، لم تقدم الكويت أي فيلم في فئة أفضل فيلم عالمي، مما يجعلها الأقدم بين الدول الأخرى. على الرغم من تقدم الكويت في فئات أخرى منذ ذلك الحين، ففي عام 2019 تم تقديم فيلم الرسوم المتحركة القصير فلافل كارت للمخرج عبد الله الوزان لجائزة الأوسكار الثانية والتسعون في فئة أفلام الرسوم المتحركة القصيرة مما يجعله أول فيلم كويتي يقدم في أي فئة أفلام قصيرة والثالث بشكل عام من تقديمات الكويت في أي فئة.

## وصلات خارجية
- قاعدة بيانات جوائز الأكاديمية الرسمي
- قاعدة بيانات الاعتمادات السينمائية
- صفحة جوائز الأكاديمية في قاعدة بيانات الأفلام على الإنترنت